# Daucus carota subsp. azoricus
Daucus carota subsp. azoricus é uma subespécie de planta com flor pertencente à família Apiaceae. 
A autoridade científica da subespécie é Franco, tendo sido publicada em Nova Flora de Portugal 1: 555. 1971.

## Portugal
Trata-se de uma subespécie presente no território português, nomeadamente no Arquipélago dos Açores.
Em termos de naturalidade é endémica da região atrás referida.

## Protecção
Não se encontra protegida por legislação portuguesa ou da Comunidade Europeia.